# Luis Augusto García
Luis Augusto García (Bogota, 15 juli 1950) is een voormalig profvoetballer uit Colombia, die vooral naam maakte als voetbalcoach. Hij was (met tussenpozen) tweemaal bondscoach van zijn vaderland Colombia.

## Clubcarrière
García speelde acht seizoenen als aanvaller in eigen land voor achtereenvolgens Independiente Santa Fe, Millonarios en Deportes Tolima.

## Trainerscarrière
García trad begin 1991 aan als vervanger van bondscoach Francisco Maturana bij het Colombiaans voetbalelftal. Na elf duels, waaronder zeven wedstrijden bij de strijd om de Copa América in Chili, maakte hij plaats voor tussenpaus Humberto Ortíz. Na het vertrek van Javier Álvarez, eind 1999, werd hij opnieuw aangesteld als eindverantwoordelijke. In het zicht van de Copa América 2001 in eigen land moest hij wijken voor Maturana. Behalve in zijn vaderland was García werkzaam in Costa Rica en Peru.

## Erelijst

### Speler
Independiente Santa Fe
- Colombiaans landskampioen

1971

### Manager
Millonarios
- Copa Merconorte

2001
- Colombiaans landskampioen

1987, 1988
 América de Cali
- Colombiaans landskampioen

1996, 1997
 Deportes Tolima
- Colombiaans landskampioen

2003-II
 Saprissa
- Costa Ricaans landskampioen

1995